# Tadeja
Tadeja je žensko osebno ime.

## Izpeljanke imena
Tada, Tadea, Tadejica, Tadejka, Tadijana, Tajda

## Izvor imena
Ime Tadeja je ženska oblika imena Tadej.
Izvor imena Tadeja pravzaprav sega mnogo dlje od krščanskega koledarja v antično Grčijo. Tadea je bila spremljevalka boginje Atene. Ta-dea pomeni tista božja, od boga dana.

## Pogostost imena
Po podatkih SURSa je bilo na dan 31. decembra 2007 v Sloveniji 2.468 oseb z imenom Tadeja. Ime Tadeja je po pogostosti uporabe zavzemalo 106. mesto. Ostale oblike imena, ki so bile na ta dan tudi v uporabi: Tadea (8 oseb), in Tajda (559).

## Osebni praznik
Koledarso je ime Tadeja uvrščeno k imenu Tadej; god praznuje 28. oktobra.

## Znane osebe
Tadeja Brankovič (biatlonka), Tadeja Ternar (fotomodel)